# Liste des films soviétiques sortis en 1971
Cet article présente une liste de films produits ou sortis en Union soviétique en 1971.

## 1971
Les titres en français sont en grande majorité des traductions et non les titres attribués par les distributeurs dans les pays francophones.
Pour le classement annuel, la liste des titres a été établie en se basant sur les répertoires des pages Wikipédia en russe documentées par Longs métrages soviétiques. Catalogue annoté complétées par les listes des sites «kino-teatr» et «kinopoisk» d'où le nombre important de films que l'on trouve dans les références.
Pour les titres où l'on manque de précisions, seule l'année est indiquée : année de réalisation, année de sortie ou les deux ?. Bien que cela puisse paraître superflu, 1971 est inscrit pour chacun de ces titres pour montrer que la vérification a été faite.
On remarque que, la plupart du temps, il n'y a pas de première pour les courts métrages ainsi que pour les dessins animés et les documentaires de courte durée.
| Titre | Titre original                                                                                          | Date de sortie                                                                                 | Réalisateur |
| --- | --- | ---------------------------------------------------------------------------------------------- | --- |
| À cette époque | ru:В те дни (1970)                                                                                      | 17 février 1971                                                                                | Jardem Smaïlovitch Baïtenov et Gouk In Tsoï (ru) |
| Africain | ru:Африканыч                                                                                            | 6 octobre 1971                                                                                 | Mikhaïl Ivanovitch Erchov (ru) |
| À l'aube de la jeunesse brumeuse | ru:На заре туманной юности                                                                              | 12 mai 1971                                                                                    | Vladimir Ivanovitch Lougovski |
| Alekseïtch | ru:Алексеич                                                                                             | juillet 1971                                                                                   | Lioudmila Grigorievna Saldadze (ru) |
| À l'ombre de la mort | ru:В тени смерти                                                                                        | 24 aout 1971                                                                                   | Gunārs Piesis |
| L'Amour des trois oranges (film, 1970) | ru:Любовь к трём апельсинам (фильм)                                                                     | 12 février 1971                                                                                | Iouri Bogatyrenko et Viktor Titov |
| Anciens Moulins | ru:Старые мельницы                                                                                      | 15 novembre 1971                                                                               | Tenguiz Semionovitch Gochadze (ru) |
| À propos de l'amour (film, 1970) | ru:О любви (фильм, 1970)                                                                                | 19 juillet 1971                                                                                | Mikhaïl Boguine |
| À propos de l'éléphant rayé | ru:Про полосатого слонёнкa                                                                              | 1971                                                                                           | Irina Borissovna Gourvitch (ru) |
| Les Argonautes (dessin animé) | ru:Аргонавты (мультфильм)                                                                               | 31 décembre 1971                                                                               | Alexandra Snejko-Blotskaïa |
| Attends un peu ! (numéro 3) | ru:Ну, погоди! (выпуск 3)                                                                               | 29 mai 1971                                                                                    | Viatcheslav Kotionotchkine |
| Attends un peu ! (numéro 4) | ru:Ну, погоди! (выпуск 4)                                                                               | 26 juin 1971                                                                                   | Viatcheslav Kotionotchkine |
| L'attente | ru:Ожидание                                                                                             | 8 février 1971 à Moscou                                                                        | Chota Ilitch Managadze (ru) et Nodar Chotaïevitch Managadze (ru) |
| Au cœur de la Russie | ru:Сердце России (1970)                                                                                 | 1er ou 4 novembre 1971                                                                         | Vera Stroeva |
| Les Aventures de Je ne sais pas et de ses amis Série de 10 dessins animés : les deux premiers Les Personnes de petite taille de la ville fleurie et Je ne sais pas le musicien en 1971 | ru:Приключения Незнайки и его друзей (мультсериал) (Коротышки из Цветочного города и Незнайка-музыкант) | 1971-1973                                                                                      | Iouri Andreïevitch Trofimov (ru) pour le 1er et Karlo Samsonovitch Soulakaouri (ru) pour le 2e                                                                         |
| Les Aventures des cravates rouges | ru:Приключения красных галстуков                                                                        | 1971                                                                                           | Vladimir Izraïlevitch Pekar (ru) et Vladimir Popov |
| Les Aventures mécaniques de Tarapounka et Chtepsel... | ru:Смеханические приключения Тарапуньки и Штепселя ...                                                  | 2 janvier 1971                                                                                 | Efim Iossifovitch Berezine (ru) et Iouri Trofimovitch Timochenko (ru)                                                                                                  |
| La Ballade de Béring et de ses amis | ru:Баллада о Беринге и его друзьях                                                                      | 13 janvier 1971                                                                                | Iouri Afanassievitch Chvyriov (ru) |
| La Bataille de Kerjenets | ru:Сеча при Керженце                                                                                    | 1971                                                                                           | Ivan Ivanov-Vano et Youri Norstein |
| Le Bonheur d'Anna | ru:Счастье Анны (1970)                                                                                  | 19 juillet 1971                                                                                | Iouri Anatolievitch Rogov |
| Bonshommes de neige (dessin animé, 1971) | ru:Снежные люди (мультфильм)                                                                            | 1971                                                                                           | Mikhaïl Abramovitch Kamenetski (ru) |
| Les braves ont peur des balles | ru:Смелого пуля боится (1970)                                                                           | 23 ou 25 aout 1971                                                                             | Oleg Pavlovitch Nikolaïevski (ru) |
| Cabanes d'espoir | ru:Хижины надежды                                                                                       | 1971                                                                                           | Vilen Zakharian |
| Carnaval (film, 1971) | ru:Карнавал (фильм, 1971)                                                                               | 31 décembre 1971                                                                               | Mikhaïl Grigorievitch Grigoriev (ru) |
| Carré blanc | ru:Белый квадрат (фильм, 1970)                                                                          | 4 mai 1971                                                                                     | Charip Issaouletovitch Beïssembaïev (ru) |
| Carrousel (film, 1970) | ru:Карусель (фильм, 1970)                                                                               | 1er janvier 1971 ou 24/9/1976)                                                                 | Mikhaïl Schweitzer |
| Le Cas Polynine | ru:Случай с Полыниным                                                                                   | 29 mars 1971                                                                                   | Alekseï Nikolaïevitch Sakharov (ru) |
| La Chaleur de tes mains | ru:Тепло твоих рук                                                                                      | 30 décembre 1971                                                                               | Chota Ilitch Managadze (ru) et Nodar Chotaïevitch Managadze (ru) |
| Les Chansons des années de feu | ru:Песни огненных лет                                                                                   | 1971                                                                                           | Inessa Alekseïevna Kovalevskaïa (ru) |
| Chants de la mer | ru:Песни моря                                                                                           | 27 avril 1971                                                                                  | Francisc Munteanu |
| Chaos (dessin animé) | ru:Разгром (мультфильм)                                                                                 | 1971                                                                                           | Valeri Mikhaïlovitch Ougarov (ru) |
| Chelmenko l'infirmier | ru:Шельменко-денщик (фильм)                                                                             | 30 aout 1971                                                                                   | Andreï Toutychkine |
| Chemin du coeur | ru:Путь к сердцу                                                                                        | 19 janvier 1971                                                                                | Viktor Illarionovitch Ivtchenko (ru) |
| Chemins (film, 1971) | ru:Пути-дорожки (1971)                                                                                  | 1971                                                                                           | Vladimir Aleksandrovitch Jilkine |
| Le Chevalier de la reine | ru:Рыцарь королевы                                                                                      | 12 juillet 1971                                                                                | Rolands Kalniņš |
| Le Chien des Baskerville (film, 1971) | ru:Собака Баскервилей (фильм, 1971)                                                                     | 31 mai 1971                                                                                    | Antonina Filippovna Zinovieva (ru) |
| Chronomètre (film, 1970) | ru:Секундомер (фильм)                                                                                   | 1er ou 2 mars 1971                                                                             | Rezo Parmenovitch Essadze (ru) |
| Chute d'un empire (film) | ru:Крушение империи (фильм)                                                                             | 12 avril 1971                                                                                  | Nikolaï Artemievitch Kalinine (ru) et Vladimir Vladimirovitch Korch-Sabline (ru)                                                                                       |
| Cinq courageux | ru:Пятёрка отважных                                                                                     | 17 ou 18 mai 1971                                                                              | Leonid Vladimirovitch Martyniouk (ru) |
| Le Cœur (dessin animé) | ru:Сердце (мультфильм)                                                                                  | 1971                                                                                           | Boris Pavlovitch Stepantsev |
| Combat (film, 1971) | ru:Схватка (фильм, 1971)                                                                                | 1971                                                                                           | Outchkoun Egamberdievitch Nazarov (ru) |
| Comment devenir un homme film à sketchs | ru:Как стать мужчиной (киноальманах)                                                                    | 3 aout 1971 ou 7/9/1971                                                                        | Khassan Issoufovitch Khajkassimov et Irma Raush pour Jenia (en russe : Женя)                                                                                           |
| Comment nous avons recherché Tichka | ru:Как мы искали Тишку (1970)                                                                           | 1er mai 1971                                                                                   | Vitali Nikolaïevitch Ivanov (ru) |
| Comme un âne qui cherche le bonheur | ru:Как ослик счастье искал                                                                              | 1971                                                                                           | Vladimir Dmitrievitch Degtiariov (ru) |
| Commissaires | ru:Комиссары (фильм)                                                                                    | juillet 1971                                                                                   | Nikolaï Machtchenko |
| Confusion (film, 1970) | ru:Смятение (фильм, 1970)                                                                               | 17 avril 1971                                                                                  | Andreï Aleksandrovitch Boulinski (ru) |
| Conseils et amour | ru:Совет да любовь (Фильм, 1971)                                                                        | 1er mai 1971                                                                                   | Ioakim Gueorguievitch Charoïev (ru) |
| Conspiration (film, 1971) | ru:Заговор (фильм, 1971)                                                                                | 1971                                                                                           | Svetlana Ilinitchna Annapolskaïa (ru) |
| La Côte des vents (film) | ru:Берег ветров (фильм)                                                                                 | 3 janvier 1971                                                                                 | Kalio Karlovitch Kiïsk (ru) |
| La Couleur blanche de la neige | ru:Цвет белого снега                                                                                    | 5 février 1971                                                                                 | Soulambek Akhmetovitch Mamilov (ru) et Anatoli Issaakovitch Vassiliev (ru)                                                                                             |
| La Couronne de l'Empire russe | ru:Корона Российской империи, или Снова неуловимые                                                      | 13 décembre 1971                                                                               | Edmond Keossaian |
| Croyez-le ou pas | ru:Веришь, не веришь                                                                                    | 2 mai 1971 à la télévision                                                                     | Anatoli Alekseïevitch Doudorov (ru) et Evgueni Ivanovitch Vassiliev (ru)                                                                                               |
| Daïssi | ru:Даиси (фильм-опера)                                                                                  | 1971 à Moscou                                                                                  | Nikolaï Konstantinovitch Sanichvili (ru) |
| La Danse des papillons | ru:Танец мотылька                                                                                       | 19 février 1971                                                                                | Oļģerts Dunkers |
| Dans l'azur de la steppe | ru:В лазоревой степи                                                                                    | 7 juin 1971                                                                                    | Oleg Aleksandrovitch Bondariov (ru), Vladimir Gueorguievitch Chamchourine (ru), Vitali Mikhaïlovitch Koltsov (ru), et Valeri Iakovlevitch Lonskoï (ru)                 |
| Dans les hauts blés | ru:Меж высоких хлебов                                                                                   | 19 juillet 1971                                                                                | Leonid Sergueïevitch Millionchtchikov (ru) |
| Défilé des divertissements | ru:Парад аттракционов                                                                                   | 21 décembre 1971                                                                               | Aleksandr Nikolaïevitch Andrievski (ru) |
| De la neige en plein été | ru:Снег среди лета                                                                                      | 27 décembre 1971 à Moscou                                                                      | Gueorgui Mikhaïlovitch Ovtcharenko (ru) |
| Dépêchez-vous de construire une maison | ru:Спеши строить дом (1970)                                                                             | 5 mars 1971                                                                                    | Iouri Nikolaïevitch Tsvetkov (ru) |
| La Dernière Pluie | ru:Самый младший дождик                                                                                 | 1971                                                                                           | Stella Leonovna Aristakessova (ru) |
| Le Dernier Lièvre | ru:Последний заяц                                                                                       | 1er janvier 1971                                                                               | Boris Petrovitch Boutakov (ru) |
| Le Dernier Vol de l'«Albatros» | ru:Последний рейс «Альбатроса»                                                                          | 20 septembre 1971                                                                              | Leonid Aristarkhovitch Ptchiolkine (ru) |
| Descendez du toit (film, 1970) | ru:Шаг с крыши (фильм)                                                                                  | 13 septembre 1971                                                                              | Radomir Borissovitch Vassilievski (ru) |
| Désordre (film, 1971) | ru:Хатабала                                                                                             | 22 juin 1971                                                                                   | Iouri Aramaïssovitch Erzinkian (ru) et Iakov Iskoudarian |
| 2-Leonid-2 | ru:2-Леонид-2                                                                                           | 3 juin 1971                                                                                    | Amaïak Guegamovitch Eguiazarian et Levon Guevorkovitch Issaakian (ru)                                                                                                  |
| Deux Sœurs | ru:Две сестры (фильм)                                                                                   | 1er mai 1971                                                                                   | Nina Ivanovna Kodatova et Nadejda Petrovna Maroussalova |
| Deux sourires avec Monstres et Grand-mère et le cirque | ru:Две улыбки (киноальманах) (Выкрутасы и Бабушка и цирк)                                               | 15 mars 1971                                                                                   | Iakov Aleksandrovitch Seguel (ru) |
| Diplomate rouge. Pages de la vie de Leonid Krassine | ru:Красный дипломат. Страницы жизни Леонида Красина                                                     | décembre 1971                                                                                  | Semion Aranovitch |
| La Douzaine du diable | ru:Чёртова дюжина (фильм, 1970)                                                                         | 16 décembre 1971                                                                               | Viktor Sergueïevitch Jiline (ru) |
| Les Douze Chaises (film) | ru:12 стульев (фильм, 1971)                                                                             | 21 juin 1971                                                                                   | Leonid Gaïdaï |
| Échos du passé (film, 1970) | ru:Отзвуки прошлого (фильм, 1970)                                                                       | 23 février 1971 à Erevan                                                                       | Grigori Gueorguievitch Avakian (ru) |
| Elle s'appelle Printemps | ru:Её имя — Весна                                                                                       | 12 avril 1971                                                                                  | Iskander Khamrayev |
| L'Enfant en retard | ru:Поздний ребёнок (1970)                                                                               | 11 février 1971                                                                                | Konstantine Erchov |
| Ennemi mortel | ru:Смертный враг                                                                                        | 8 décembre 1971                                                                                | Evgueni Matveev |
| L'enquête est menée par les experts. Courtier noir (épisode n° 1 de la série) | ru:Следствие ведут ЗнаТоКи. Чёрный маклер                                                               | 14 février 1971                                                                                | Viatcheslav Vladimirovitch Brovkine (ru) |
| L'enquête est menée par les experts. En flagrant délit (épisode n° 3 de la série) | ru:Следствие ведут ЗнаТоКи. С поличным                                                                  | 9 novembre 1971                                                                                | Viatcheslav Vladimirovitch Brovkine (ru) |
| L'enquête est menée par les experts. Votre vrai nom (épisode n° 2 de la série) | ru:Следствие ведут ЗнаТоКи. Ваше подлинное имя                                                          | 18 avril 1971                                                                                  | Viatcheslav Vladimirovitch Brovkine (ru) |
| Équipe de nuit | ru:Ночная смена (фильм, 1970)                                                                           | 7 juin 1971                                                                                    | Leonid Issaakovitch Menaker (ru) |
| Et il y eut un soir, et il y eut un matin... | ru:И был вечер, и было утро…                                                                            | 2 mars 1971 ou 3/4/1971                                                                        | Alekseï Aleksandrovitch Saltykov |
| ...Et l'heure des variétés | ru:...и час эстрады (фильм, 1971)                                                                       | 1971                                                                                           | Irina Kolganova, Ioulian Aleksandrovitch Panitch (ru) et Lioudmila Ivanovna Panitch                                                                                    |
| L'Etoile de ma ville | ru:Звезда моего города                                                                                  | 20 décembre 1971                                                                               | Otar Davidovitch Abessadze (ru) |
| Les étoiles ne s'éteignent pas | ru:Звёзды не гаснут                                                                                     | 5 novembre 1971                                                                                | Ajdar Ibrahimov |
| Et un homme joue de la trompette | ru:А человек играет на трубе                                                                            | 26 avril 1971                                                                                  | Boris Dourov |
| Explosion au ralenti | ru:Взрыв замедленного действия                                                                          | 20 septembre 1971                                                                              | Valeri Gueorguievitch Gajiou (ru) |
| La Famille Kotsioubinskikh | ru:Семья Коцюбинских                                                                                    | 22 mars 1971                                                                                   | Timofeï Vassilievitch Levtchouk (ru) |
| Le Fer à cheval magique | ru:Волшебная подкова                                                                                    | 1971                                                                                           | Vitali Dmitrievitch Golovine |
| Le Feu (dessin animé) | ru:Огонь (мультфильм)                                                                                   | 1971                                                                                           | Valentina Semionovna Broumberg (ru) et Zinaïda Semionovna Broumberg (ru)                                                                                               |
| Les fils partent à la guerre | ru:Сыновья уходят в бой (фильм)                                                                         | 29 septembre 1971 à Moscou                                                                     | Viktor Tourov |
| La Fin de l'ataman | ru:Конец атамана                                                                                        | 23 aout 1971                                                                                   | Chaken Kenjetaïevitch Aïmanov (ru) |
| Frais (film, 1970) | ru:Фильм Крутизна (1970)                                                                                | 16 juin 1971                                                                                   | Iakov Iakovlevitch Bourguiou (ru) |
| La Fuite | ru:Бег (фильм, 1970)                                                                                    | 14 janvier 1971                                                                                | Alexandre Alov et Vladimir Naoumov |
| Les Garçons de l'île de Livov | ru:Мальчишки острова Ливов                                                                              | 25 mars 1971 à Moscou                                                                          | Erik Karlovitch Latsis (ru) et Jānis Streičs |
| Le Gardien (film, 1970) | ru:Опекун (фильм, 1970)                                                                                 | 21 juin 1971                                                                                   | Edgar Edouardovitch Khodjikian et Albert Sarkissovitch Mkrttchian (ru)                                                                                                 |
| La Gare de Biélorussie | ru:Белорусский вокзал (фильм)                                                                           | 30 avril 1971                                                                                  | Andreï Smirnov |
| Le Général Toptyguine | ru:Генерал Топтыгин                                                                                     | 28 février 1971                                                                                | Ivan Vassilievitch Oufimtsev (ru) |
| Les Gentilshommes de la chance | ru:Джентльмены удачи                                                                                    | 13 décembre 1971                                                                               | Aleksandr Ivanovitch Sery (ru) |
| Goya, l'hérétique | ru:Гойя, или Тяжкий путь познания (фильм)                                                               | 16 septembre 1971                                                                              | Konrad Wolf |
| La Guerre sous les toits | ru:Война под крышами                                                                                    | 29 novembre 1971 à Moscou                                                                      | Viktor Tourov |
| Hirsute gris et effrayant | ru:Страшный серый лохматый                                                                              | 1971                                                                                           | Alla Alekseïevna Gratchiova (ru) |
| L'Histoire de mon ami | ru:Рассказ о моём друге                                                                                 | 1971                                                                                           | Ivan Danilovitch Rassomakhine |
| Les Hommes du Roi | ru:Вся королевская рать (фильм, 1971)                                                                   | 28 aout 1971                                                                                   | Naoum Mikhaïlovitch Ardachnikov (ru) et Aleksandr Zakharovitch Goutkovitch (ru)                                                                                        |
| Horizon abrupt | ru:Крутой горизонт                                                                                      | 8 ou 17 novembre 1971                                                                          | Vassili Vassilievitch Iliachenko (ru) |
| Il n'y a pas de mort, les gars ! | ru:Смерти нет, ребята!                                                                                  | 10 mai 1971 à Moscou                                                                           | Boulat Mansourov |
| L'Inattendu est proche | ru:Неожиданное рядом                                                                                    | 25 octobre 1971                                                                                | Zaguid Zarifovitch Sabitov (ru) |
| L'Incroyable Promesse | ru:Удивительный заклад (фильм)                                                                          | 25 mars 1971                                                                                   | Leonid Pavlovitch Makarytchev (ru) |
| Inspecteur des enquêtes criminelles | ru:Инспектор уголовного розыска                                                                         | 10 novembre 1971                                                                               | Soulamif Moïsseïevna Tsyboulnik (ru) |
| Intégrale (film, 1970) | ru:Интеграл (1970)                                                                                      | 23 juin 1971                                                                                   | Khadji Akhmar |
| L'Interview principale | ru:Главное интервью                                                                                     | 5 février 1971                                                                                 | Eldar Kouliev |
| Je cherche une fille | ru:Ищите девушку                                                                                        | 5 juillet 1971                                                                                 | Hasan Seyidbeyli |
| Jetée sur l'autre rive | ru:Пристань на том берегу                                                                               | 28 mai 1971                                                                                    | Solomon Abramovitch Chouster (ru) |
| Les Jeunes (film, 1971) | ru:Молодые                                                                                              | 26 mars 1971                                                                                   | Nikolaï Moskalenko |
| Jour après jour (mini-série télévisée) | ru:День за днём                                                                                         | 9 décembre 1971                                                                                | Vsevolod Nikolaïevitch Chilovski (ru) et Lidia Sergueïevna Ichimbaïeva (ru)                                                                                            |
| Le Jour à venir | ru:Впереди день (фильм)                                                                                 | 12 avril 1971                                                                                  | Pavel Lioubimov |
| La journée est passée | ru:День прошёл                                                                                          | 14 avril 1971                                                                                  | Arif Gadji ogly Babaïev (ru) |
| Kaléidoscope-71 : Le Placard | ru:Калейдоскоп-71: Шкаф                                                                                 | 1971                                                                                           | Andreï Khrjanovski |
| Le Kid et Karlson qui habite sur le toit | ru:Малыш и Карлсон, который живёт на крыше (спектакль)                                                  | 1971                                                                                           | Margarita Issaakovna Mikaelian (ru) |
| Le Labyrinthe. Les Travaux de Thésée | ru:Лабиринт. Подвиги Тесея                                                                              | 1971                                                                                           | Alexandra Snejko-Blotskaïa |
| Larguez les amarres (film, 1971) | ru:Отдать швартовы! (фильм, 1971)                                                                       | 1971                                                                                           | Feliks Khoussaïnovitch Gliamchine |
| Légende (film, 1970) | ru:Легенда (фильм, 1970)                                                                                | 20 avril 1971                                                                                  | Sylwester Chęciński |
| La Légende de la prison de Paviak | ru:Легенда тюрьмы Павиак                                                                                | 16 novembre 1971                                                                               | Soukhbat Madjidovitch Khamidov (ru) |
| La Légende du lac Parvana (dessin animé) | ru:Легенда об озере Парвана (мультфильм)                                                                | 1970, 1971 ?                                                                                   | Valentine Gueorguievitch Podpomogov (ru) |
| Libération (film, 1971) | ru:Освобождение (киноэпопея)                                                                            | 7 ou 9 mai 1970 (épisodes 1 et 2) ?, 27 mars 1971 (épisode 3) ?, 7 novembre 1971 (épisode 3) ? | Iouri Ozerov |
| Libre comme les oiseaux | ru:Свободны, как птицы                                                                                  | 1971                                                                                           | Vladimir-Georg Karassev-Orgusaar |
| Locharik (dessin animé) | ru:Лошарик (мультфильм)                                                                                 | 30 juillet 1971                                                                                | Ivan Vassilievitch Oufimtsev (ru) |
| Lumière et ombres | ru:Свет и тени                                                                                          | 25 avril 1971                                                                                  | Esson Alimovitch Karimov et Moukhtar Kardachkhanovitch Aga-Mirzaaïev                                                                                                   |
| La Main droite du grand maître | ru:Десница великого мастера (фильм)                                                                     | 31 janvier 1971                                                                                | Devi Konstantinovitch Abachidze (ru) et Vakhtang Valerianovitch Tabliachvili (ru)                                                                                      |
| La Maison à cinq murs | ru:Дом в пять стен                                                                                      | 22 décembre 1971                                                                               | Sergueï Galkine |
| Le Maître | ru:Хозяин (фильм, 1970)                                                                                 | 6 septembre 1971                                                                               | Mikhaïl Ivanovitch Erchov (ru) |
| Marié et mariée | ru:Жених и невеста                                                                                      | 12 avril 1971                                                                                  | Moukadas Makhmoudov (ru) |
| Ma rue (film, 1970) | ru:Моя улица (фильм)                                                                                    | 20 mars 1971                                                                                   | Leonid Gueorguievitch Mariaguine (ru) |
| Messagers de l'éternité | ru:Посланники вечности                                                                                  | 5 avril 1971                                                                                   | Teodor Iourievitch Voulfovitch (ru) |
| La Météorite bleue | ru:Голубой метеорит                                                                                     | 1971                                                                                           | Anatoli Alekseïevitch Petrov (ru) |
| Michka accepte le combat | ru:Мишка принимает бой                                                                                  | 23 aout 1971                                                                                   | Oleg Pavlovitch Nikolaïevski (ru) |
| Mission à Kaboul | ru:Миссия в Кабуле                                                                                      | 27 septembre 1971                                                                              | Leonid Kvinikhidze |
| Moi et les autres (film, 1971) | ru:Я и другие                                                                                           | 1971                                                                                           | Felix Sobolev |
| La Mort du consul noir | ru:Гибель Чёрного консула                                                                               | 15 mars 1971                                                                                   | Kamil Yarmatov |
| Mouslim Magomaïev chante | ru:Поёт Муслим Магомаев (Фильм, 1971)                                                                   | 30 mai 1971 à la télévision à Moscou                                                           | Tofig Ismayilov |
| Musulmane (film, 1971) | ru:Муслима (фильм, 1971)                                                                                | 1971                                                                                           | Kassym Magroupekovitch Akhmetov |
| Nina (film, 1971) | ru:Нина (фильм, 1971)                                                                                   | 6 décembre 1971                                                                                | Alekseï Filimonovitch Chvatchko (ru) |
| Notre Gagarine | ru:Наш Гагарин                                                                                          | 10 avril 1971                                                                                  | scénaristes : Igor Viktorovitch Bessarabov (ru) et Iaroslav Golovanov                                                                                                  |
| Les Officiers | ru:Офицеры (фильм)                                                                                      | 29 juillet 1971                                                                                | Vladimir Abramovitch Rogovoï (ru) |
| Olessia (film) | ru:Олеся (фильм)                                                                                        | 15 décembre 1971                                                                               | Boris Ivtchenko |
| L'Ombre (film, 1971) | ru:Тень (фильм, 1971)                                                                                   | 18 septembre 1971                                                                              | Nadejda Kocheverova |
| Oncle Vania | ru:Дядя Ваня (фильм, 1970)                                                                              | 26 juillet ou 7/9/1971                                                                         | Andreï Kontchalovski |
| Où êtes-vous, chevaliers ? | ru:Где вы, рыцари?                                                                                      | 30 décembre 1971                                                                               | Leonid Bykov |
| Pain et sel | ru:Хлеб и соль (фильм)                                                                                  | 27 septembre 1971                                                                              | Grigori Romanovitch Kokhan (ru) et Nikolaï Konstantinovitch Makarenko (ru)                                                                                             |
| Le Pain partagé | ru:Хлеб поровну                                                                                         | février 1971 à Moscou                                                                          | Chamil Mahmudbeyov |
| Paix aux chaumières, guerre aux palais | ru:Мир хижинам, война дворцам (фильм)                                                                   | 13 avril 1971                                                                                  | Issaak Petrovitch Chmarouk (ru) |
| Les Perdus | ru:Заблудшие (фильм, 1970)                                                                              | 29 mars 1971 à Tallinn et décembre 1972                                                        | Kaliou Ïokhannessovitch Komissarov (ru) |
| Petites Tragédies (film, 1971) | ru:Маленькие трагедии (фильм, 1971)                                                                     | 1971                                                                                           | Antonin Nikolaïevitch Daouson et Leonid Aristarkhovitch Ptchiolkine (ru)                                                                                               |
| Pierre sur pierre | ru:Камень на камень                                                                                     | 28 décembre 1971 à Vilnius, le 1/1/72 (sortie limitée), le 3/1/1972 à Moscou                   | Raimondas Vabalas |
| Pissenlit – Joues épaisses | ru:Одуванчик — толстые щёки                                                                             | 1971 à la télévision                                                                           | Alla Alekseïevna Gratchiova (ru) |
| La Piste | ru:Взлётная полоса (1970)                                                                               | 4 mars 1971                                                                                    | Takhir Moukhtarovitch Sabirov (ru) |
| La Piste des parades | ru:Парад-алле (1969)                                                                                    | 16 avril 1971                                                                                  | Zinovi Gerdt, Ilia Semionovitch Goutman (ru) et Vladimir Anatolievitch Koussov (ru)                                                                                    |
| Le Poète Mouslim Magomaïev | ru:Поёт Муслим Магомаев                                                                                 | 30 mai 1971                                                                                    | Tofig Ismayilov |
| La Polonaise d'Oguinsky | ru:Полонез Огинского (фильм)                                                                            | 26 mai 1971                                                                                    | Lev Goloub |
| La Porte dorée | ru:Золотые ворота (1969)                                                                                | 1er mars 1971                                                                                  | Ioulia Solntseva |
| La Première Route | ru:Первая дорога                                                                                        | 20 ocobre 1971                                                                                 | Guizo Chalvovitch Gabeskiria (ru) |
| La Princesse-Grenouille | ru:Царевна-лягушка (мультфильм, 1971)                                                                   | 1971                                                                                           | Iouri Nikolaïevitch Elisseïev |
| Le Printemps d'Egnar | ru:Родник Эгнар                                                                                         | 17 avril 1971                                                                                  | Arman Khristoforovitch Manarian |
| Les Prisonniers de Beaumont | ru:Узники Бомона                                                                                        | 19 avril 1971                                                                                  | Iouri Semionovitch Lyssenko (ru) |
| Le Prix des secondes rapides | ru:Цена быстрых секунд                                                                                  | 24 mai 1971                                                                                    | Vladimir Aleksandrovitch Tchebotariov (ru) |
| Rayons en verre | ru:Лучи в стекле                                                                                        | 8 mars 1971 à Moscou                                                                           | Imants Krenbergs (ru) |
| Réunion | ru:Встреча (фильм, 1971)                                                                                | 29 octobre 1971                                                                                | Chavkat Khamidoullaïevitch Djounaïdoullaïev |
| Reviens avec le soleil | ru:Возвращайся с солнцем                                                                                | 10 mars 1971 à Moscou                                                                          | Khabib Abidovitch Faïziev |
| Risque (film, 1970) | ru:Риск (фильм, 1970)                                                                                   | 8 mars 1971                                                                                    | Vassili Iakovlevitch Paskarou |
| Romance urbaine | ru:Городской романс (фильм)                                                                             | 2 mars 1971                                                                                    | Piotr Todorovski |
| Rouge, rouge, taches de rousseur | ru:Рыжий, рыжий, конопатый                                                                              | 1971                                                                                           | Leonid Viktorovitch Nossyrev (ru) |
| La Route de Rioubetsal | ru:Дорога на Рюбецаль (фильм)                                                                           | 26 juillet 1971                                                                                | Adolf Solomonovitch Bergounker (ru) |
| Les routes sont différentes | ru:Дороги бывают разные                                                                                 | 18 octobre 1971 à Moscou                                                                       | Margarita Naïmovna Kassymova (ru) |
| Les Ruines tirent...(mini-série 1970-1972) | ru:Руины стреляют…                                                                                      | 13 septembre 1971                                                                              | Vitali Pavlovitch Tchetverikov (ru) |
| Sais-tu comment vivre ? | ru:Умеете ли вы жить?                                                                                   | 13 septembre 1971                                                                              | Aleksandr Igorevitch Mouratov (ru) |
| Salut Maria | ru:Салют, Мария!                                                                                        | 12 ou 14 avril 1971                                                                            | Iossif Kheifitz |
| Samodelkine dans l'espace | ru:Самоделкин в космосе                                                                                 | 1971                                                                                           | Vakhtang Davidovitch Bakhtadze (ru) |
| Sans retour | ru:Обратной дороги нет (фильм)                                                                          | 6 mai 1971                                                                                     | Grigori Iossifovitch Lipchits (ru) |
| Sébastopol | ru:Севастополь (фильм)                                                                                  | 26 octobre 1971                                                                                | Valeri Trofimovitch Issakov (ru) |
| Secrétaire du Comité du Parti | ru:Секретарь парткома (фильм)                                                                           | 30 mars 1971                                                                                   | Nikolaï Serafimovitch Ilinski (ru) et Oleg Evguenievitch Lentsious (ru)                                                                                                |
| Les Sept Fiancées du sergent Zbrouev | ru:Семь невест ефрейтора Збруева                                                                        | 17 mai 1971                                                                                    | Vitali Melnikov |
| Sept jours de Touïzou Taavi | ru:Семь дней Туйзу Таави                                                                                | 4 janvier ou 26/10/1971                                                                        | Veljo Käsper (et) |
| Les Serviteurs du diable | ru:Слуги дьявола (фильм)                                                                                | 17 février 1971                                                                                | Aleksandrs Leimanis |
| Seul face à l'amour | ru:Один перед любовью                                                                                   | 26 juillet 1971 à Moscou                                                                       | Gueorgui Dmitrievitch Vode (ru) |
| Six sont partis | ru:Шестеро вышли в путь                                                                                 | 1971                                                                                           | Evgueni Sergueïevitch Evdokimov et Iouri Romanov |
| Soleil noir (film, 1970) | ru:Чёрное солнце (фильм, 1970)                                                                          | 5 ou 6 avril 1971                                                                              | Alekseï Vladimirovitch Spechnev (ru) |
| Sous le soleil brûlant | ru:Под палящим солнцем (1970)                                                                           | 26 octobre 1971                                                                                | Albert Iossifovitch Khatchatourov |
| Taïmyr t'appelle | ru:Вас вызывает Таймыр (фильм)                                                                          | 3 janvier 1971                                                                                 | Alekseï Aleksandrovitch Korenev (ru) |
| Tchermen | ru:Чермен (фильм)                                                                                       | 31 mai 1971 ou mars 1971                                                                       | Nikolaï Konstantinovitch Sanichvili (ru) |
| Tchervona Routa | ru:Червона рута (фильм)                                                                                 | 1971                                                                                           | Roman Oleksiv (uk) |
| Terem-Teremok | ru:Терем-теремок (мультфильм)                                                                           | 1971                                                                                           | Leonid Alekseïevitch Amalrik (ru) |
| Terre blanche | ru:Белая земля (мини-сериалы 1970)                                                                      | 21 aout 1971 à la télévision, le 3 juin 1972 au cinéma                                         | Aleksandr Iakovlevitch Karpov (ru) |
| Tiens-toi aux nuages | ru:Держись за облака                                                                                    | 26 aout 1971                                                                                   | Boris Grigoriev et Péter Szász |
| Les «Tigres» sur glace | ru:"Тигры" на льду                                                                                      | 23 novembre 1971                                                                               | Valentine Fiodorovitch Kozatchkov (ru) et Albert Nikanorovitch Ossipov (ru)                                                                                            |
| La Timbale dorée | ru:Золотые литавры                                                                                      | 1971                                                                                           | Viktor Gavrilovitch Storojenko (ru) |
| Tire pour moi | ru:Стреляй вместо меня                                                                                  | 24 ou 25 mai 1971                                                                              | Jānis Streičs |
| Toi et moi | ru:Ты и я (фильм, 1971)                                                                                 | 25 octobre 1971                                                                                | Larissa Chepitko |
| Tourné à la frontière | ru:Выстрел на границе                                                                                   | 25 ou 31 mai 1971                                                                              | Dmitri Gaguikovitch Kessaïants (ru) |
| Tout le monde sur le pont ! | ru:Свистать всех наверх!                                                                                | 5 novembre 1971                                                                                | Issaak Semionovitch Maguiton (ru) |
| Le Train volé | ru:Украденный поезд                                                                                     | 15 avril 1971                                                                                  | Vladimir Iantchev (ru) |
| Trimpou au cirque | ru:Тримпу в цирке                                                                                       | 1971                                                                                           | Dmitri Naoumovitch Babitchenko (ru) |
| Trois Bananes | ru:Три банана                                                                                           | 1971                                                                                           | Mikhaïl Alekseïevitch Botov (ru) |
| Trompettes en argent | ru:Серебряные трубы                                                                                     | 22 mars ou 14 mai 1971                                                                         | Edouard Nikandrovitch Botcharov (ru) |
| Le Tsar Tchakh-Tchakh film à sketchs avec Akhtamar, Le Tsar Tchakh-Tchakh et L'Honneur du pauvre                                                                                       | ru:Царь Чах-Чах (киноальманах) (''Ахтамар'', ''Царь Чах-Чах'', ''Честь бедняка'')                       | 1971 à Moscou                                                                                  | réalisés respectivement par Ernest Aleksandrovitch Martirossian, Dmitri Gaguikovitch Kessaïants (ru) et Bagrat Galoustovitch Oganessian avec Aram Aramovitch Samvelian |
| Un amour inattendu | ru:Нечаянная любовь                                                                                     | 12 juillet 1971                                                                                | Iossif Abramovitch Choulman (ru) |
| Un collier pour ma bien-aimée | ru:Ожерелье для моей любимой                                                                            | 9 septembre 1971                                                                               | Tenguiz Abuladze |
| Un conte de printemps (film, 1971) | ru:Весенняя сказка (фильм, 1971)                                                                        | 30 aout 1971                                                                                   | Iouri Nikolaïevitch Tsvetkov (ru) |
| L'un de nous (film, 1970) | ru:Один из нас (фильм, 1970)                                                                            | 19 janvier 1971                                                                                | Guennadi Poloka |
| Un garçon génial | ru:Удивительный мальчик                                                                                 | 1er janvier 1971                                                                               | Aleksandr Sergueïevitch Orlov (directeur de la photographie) (ru) et Leonid Pekour                                                                                     |
| Un petit aveu | ru:Маленькая исповедь                                                                                   | 6 décembre 1971                                                                                | Algirdas Araminas (lt) |
| Un vieil homme et une vieille femme se sont mariés | ru:Поженились старик со старухой                                                                        | 1er janvier 1971                                                                               | Garnik Archavirovitch Arazian |
| Une demeure tranquille | ru:Тихая обитель (фильм, 1971)                                                                          | 1971                                                                                           | Karlo Glonti |
| Une demi-heure pour les miracles (film avec deux sketchs : Une demi-heure pour les miracles et Forteresse des neiges)                                                                  | ru:Полчаса на чудеса (киноальманах : Полчаса на чудеса, Снежная крепост)                                | 22 mars 1971                                                                                   | Mikhaïl Iossifovitch Iouzovski (ru) et Aleksandra Anatolievna Liapidevskaïa                                                                                            |
| Une ferme dans la steppe | ru:Хуторок в степи (фильм)                                                                              | 14 mai ou 19 juillet 1971                                                                      | Boris Alekseïevitch Bouneïev (ru) |
| Une minute de silence (film) | ru:Минута молчания (фильм)                                                                              | 1er novembre 1971                                                                              | Igor Vladimirovitch Chatrov (ru) |
| Vassia et le dinosaure | ru:Вася и динозавр                                                                                      | 1971                                                                                           | Valentina Kostyleva |
| Le Vieux Jouet | ru:Старая игрушка                                                                                       | 1971                                                                                           | Vladimir Anatolievitch Samsonov (ru) |
| La Ville du premier amour | ru:Город первой любви                                                                                   | 27 juin 1970 ou 2/3/1971                                                                       | Boris Vladimirovitch Iachine (ru) et Manos Zakharias (ru) |
| La Ville sous les tilleuls | ru:Город под липами                                                                                     | 4 octobre 1971                                                                                 | Aloizs Brenčs |
| Vingt Ans après (téléfilm, 1971) | ru:Двадцать лет спустя (телеспектакль)                                                                  | 22 mai 1971                                                                                    | Iouri A. Sergueïev |
| Le Violon du pionnier | ru:Скрипка пионера                                                                                      | 25 avril 1971                                                                                  | Boris Pavlovitch Stepantsev |
| Le Vol (film, 1971) | ru:Кража (фильм, 1971)                                                                                  | 17 mai 1971                                                                                    | Alexandre Gordon |
| La Vzdvijenka, rivière lumineuse | ru:Светлая речка Вздвиженка                                                                             | 1er janvier 1971                                                                               | Iouri Igorev |
| Winnie-Pooh est invité | ru:Винни-Пух идёт в гости                                                                               | 10 juillet 1971                                                                                | Fiodor Khitrouk |
| Zakhar Berkout | ru:Захар Беркут (фильм, 1971)                                                                           | 1er janvier 1971                                                                               | Léonide Ossyka |

N.B. : Longs Adieux (en russe : Долгие проводы) réalisé par Kira Mouratova en 1971 n'est sorti dans les salles qu'en juin 1987 